# Brasil en la Copa Mundial de Fútbol de 2026
La selección de fútbol de Brasil será uno de los 48 equipos participantes de la Copa Mundial de Fútbol de 2026 que se realizará de manera conjunta en México, Estados Unidos y Canadá entre los días 11 de junio y 19 de julio de aquel mismo año. El equipo clasificó el 10 de junio de 2025, tras la victoria 1-0 sobre Paraguay.

## Clasificación

### Resultados parciales

#### Tabla de resultados
| Pos. | Selección | Pts | PJ | PG | PE | PP | GF | GC | Dif |
| ---- | --------- | --- | -- | -- | -- | -- | -- | -- | --- |
| 1.   | Argentina | 35  | 16 | 11 | 2  | 3  | 28 | 9  | 19  |
| 2.   | Ecuador   | 25  | 16 | 7  | 7  | 2  | 13 | 5  | 8   |
| 3.   | Brasil    | 25  | 16 | 7  | 4  | 5  | 21 | 16 | 5   |
| 4.   | Uruguay   | 24  | 16 | 6  | 6  | 4  | 19 | 12 | 7   |
| 5.   | Paraguay  | 24  | 16 | 6  | 6  | 4  | 13 | 10 | 3   |
| 6    | Colombia  | 22  | 16 | 5  | 7  | 4  | 19 | 15 | 4   |
| 7.   | Venezuela | 18  | 16 | 4  | 6  | 6  | 15 | 19 | −4  |
| 8.   | Bolivia   | 17  | 16 | 5  | 2  | 9  | 16 | 32 | −16 |
| 9.   | Perú      | 12  | 16 | 2  | 6  | 8  | 6  | 17 | −11 |
| 10.  | Chile     | 10  | 16 | 2  | 4  | 10 | 9  | 24 | −15 |

#### Partidos
| Fecha                    | Lugar          | Instancia |           |                      | Resultado |                      |           |
| ------------------------ | -------------- | --------- | --------- | -------------------- | --------- | -------------------- | --------- |
| 8 de septiembre de 2023  | Belém          | 1         | Brasil    | Bandera de Brasil    | 5:1 (1:0) | Bandera de Bolivia   | Bolivia   |
| 12 de septiembre de 2023 | Lima           | 2         | Perú      | Bandera de Perú      | 0:1 (0:0) | Bandera de Brasil    | Brasil    |
| 12 de octubre de 2023    | Cuiabá         | 3         | Brasil    | Bandera de Brasil    | 1:1 (0:0) | Bandera de Venezuela | Venezuela |
| 17 de octubre de 2023    | Montevideo     | 4         | Uruguay   | Bandera de Uruguay   | 2:0 (1:0) | Bandera de Brasil    | Brasil    |
| 16 de noviembre de 2023  | Barranquilla   | 5         | Colombia  | Bandera de Colombia  | 2:1 (0:1) | Bandera de Brasil    | Brasil    |
| 21 de noviembre de 2023  | Río de Janeiro | 6         | Brasil    | Bandera de Brasil    | 0:1 (0:0) | Bandera de Argentina | Argentina |
| 6 de septiembre de 2024  | Curitiba       | 7         | Brasil    | Bandera de Brasil    | 1:0 (1:0) | Bandera de Ecuador   | Ecuador   |
| 10 de septiembre de 2024 | Asunción       | 8         | Paraguay  | Bandera de Paraguay  | 1:0 (1:0) | Bandera de Brasil    | Brasil    |
| 10 de octubre de 2024    | Santiago       | 9         | Chile     | Bandera de Chile     | 1:2 (1:1) | Bandera de Brasil    | Brasil    |
| 15 de octubre de 2024    | Brasilia       | 10        | Brasil    | Bandera de Brasil    | 4:0 (1:0) | Bandera de Perú      | Perú      |
| 14 de noviembre de 2024  | Maturín        | 11        | Venezuela | Bandera de Venezuela | 1:1 (0:1) | Bandera de Brasil    | Brasil    |
| 19 de noviembre de 2024  | Salvador       | 12        | Brasil    | Bandera de Brasil    | 1:1 (0:0) | Bandera de Uruguay   | Uruguay   |
| 20 de marzo de 2025      | Brasilia       | 13        | Brasil    | Bandera de Brasil    | 2:1 (1:1) | Bandera de Colombia  | Colombia  |
| 25 de marzo de 2025      | Buenos Aires   | 14        | Argentina | Bandera de Argentina | 4:1 (3:1) | Bandera de Brasil    | Brasil    |
| 5 de junio de 2025       | Guayaquil      | 15        | Ecuador   | Bandera de Ecuador   | 0:0       | Bandera de Brasil    | Brasil    |
| 10 de junio de 2025      | São Paulo      | 16        | Brasil    | Bandera de Brasil    | 1:0 (1:0) | Bandera de Paraguay  | Paraguay  |
| septiembre de 2025       | Río de Janeiro | 17        | Brasil    | Bandera de Brasil    |           | Bandera de Chile     | Chile     |
| septiembre de 2025       | El Alto        | 18        | Bolivia   | Bandera de Bolivia   |           | Bandera de Brasil    | Brasil    |